# Paula Rego
Pour les articles homonymes, voir Rego.
Maria Paula Figueiroa Rego, plus connue sous le nom court de Paula Rego, née le 26 janvier 1935 à Lisbonne et morte le 8 juin 2022 à Londres, est une artiste plasticienne britannico-portugaise, surtout connue pour sa peinture et ses gravures.
Le style de Paula Rego est passé de l'abstraction au figuratif, devenant de plus en plus réaliste. Elle travaille beaucoup le pastel et la gravure. De style réaliste et fantastique, voire cruel ou choquant, ses œuvres font souvent référence aux contes traditionnels de son enfance portugaise, aux thèmes féministes ou à des éléments autobiographiques.
Les allusions à la sexualité et aux fantasmes érotiques sont omniprésentes dans ses œuvres.
Elle est considérée par certains critiques d'art comme l'une des plus grandes peintres vivantes des temps modernes dont les œuvres se vendent à des prix élevés, a un musée à son nom, six diplômes honorifiques et un titre de noblesse.

## Biographie
Paula Rego, née le 26 janvier 1935 à Lisbonne, est l'enfant unique d'une famille de la classe moyenne, très anglophile et antifasciste.
En 1936, elle est encore un bébé quand ses parents la laissent aux soins de sa grand-mère et d'une tante, pour aller vivre au Royaume-Uni où le père a obtenu un emploi chez Marconi. C'est cette grand-mère qui va lui enseigner nombre des contes traditionnels qui seront intégrés à son travail artistique. Elle a trois ans quand ses parents reviennent au Portugal, elle ne les reconnaît pas,.
Entre 1945 et 1951, Paula Rego fréquente la seule école anglaise dans le district de Lisbonne à l'époque, St. Julian's School à Carcavelos.
En 1951, Paula Rego est envoyée au Royaume-Uni dans la Grove School, à Sevenoaks. Elle souhaite entrer ensuite à la Chelsea School of Art de Londres, mais son tuteur en Grande-Bretagne, David Phillips, convainc ses parents que la Slade School of Fine Art est un choix plus respectable. Elle y restera de 1952 à 1956.
En 1958, la Fondation Gulbenkian de Lisbonne lui accorde une bourse, qui lui permet d'aller vivre à Londres. Elle est la seule femme à faire partie du groupe de l'école de Londres. Elle y côtoie Francis Bacon, Lucian Freud, David Hockney et Frank Auerbach.
Elle rencontre Victor Willing, un autre étudiant. Elle a 18 ans, lui 25 et il est marié. Alors qu'elle est enceinte, Willing retourne auprès de son épouse. Ce n'est pas la première grossesse de Paula Rego– il n'y a pas de contraception à l'époque - mais cette fois, elle souhaite garder le bébé. Le père de Paula vient en voiture depuis Lisbonne pour la ramener au Portugal. Ce n'est qu'un an plus tard que Willing les rejoint elle et leur bébé au Portugal. Ils se marient en 1959 après le divorce de Victor Willing d'avec sa première épouse, Hazel Whittington,.
Tout comme elle a été une enfant obéissante et effrayée, Paula Rego sera une épouse obéissante et soumise, en admiration devant son mari qu'elle considère comme un grand artiste, contrairement à elle-même qui doute de son art et souffre de nombreux échecs professionnels. « Il était tellement intelligent ... Mais il faisait peur aussi, vous savez. Parce qu'il était agressif et des trucs comme ça. C'était un homme effrayant .... Mais c'est ça qui est attirant, n'est ce pas ? ».
Trois ans plus tard, le père de Paula Rego leur offre une maison à Londres, à Albert Street dans Camden et le couple partage alors son temps entre le Royaume-Uni et le Portugal.
En 1966, à la mort du père de Paula Rego, Victor Willing, qui est atteint de Sclérose en plaques, reprend la gestion de l'entreprise familiale. Celle-ci fait faillite en 1974, au moment de la révolution portugaise. Paula Rego, Victor Willing et leurs trois enfants s'installent définitivement au Royaume-Uni jusqu'au décès de Victor Willing en 1988.
Paula Rego meurt le 8 juin 2022 à Londres.

## Carrière artistique
La première commande de Paula Rego remonte à l' époque où elle est encore étudiante, en 1954. Son père lui commande une série de peintures murales de grande taille pour la cantine de son entreprise d'électricité. Mais sa carrière artistique ne commence vraiment qu'en 1962, quand elle participe à une exposition de l'école de Londres.
Dans les années 1960, elle vit au Portugal, alors gouverné par le dictateur António de Oliveira Salazar. L'œuvre de Paula Rego est soumise à la censure.

### Style
Elle est une dessinatrice, peintre et graveuse talentueuse et prolifique, Collage, peinture, pastel, estampe : elle possède une parfaite maîtrise des outils. Sa technique léchée, traduit cette même figuration austère que l’on retrouve chez Bacon, Hockney ou Lucian Freud, tous représentants comme elle de l’École de Londres mais sa virtuosité disparaît presque derrière la violence de ses sujets. L'inclusion d'accessoires et d'animaux rend son travail plus surréaliste, et son amour du tissu et des vêtements ainsi que de certaines poses, renvoie au classicisme des maîtres anciens.
Dans ses premières œuvres, Paula Rego est fortement influencée par le surréalisme, et en particulier le travail de Joan Miró et Dubuffet. Elle a aussi une grande admiration pour Max Ernst. Comme les artistes surréalistes, elle pratique le dessin automatique, processus qui est censé permettre à l'inconscient de l'artiste de se diriger sa création.

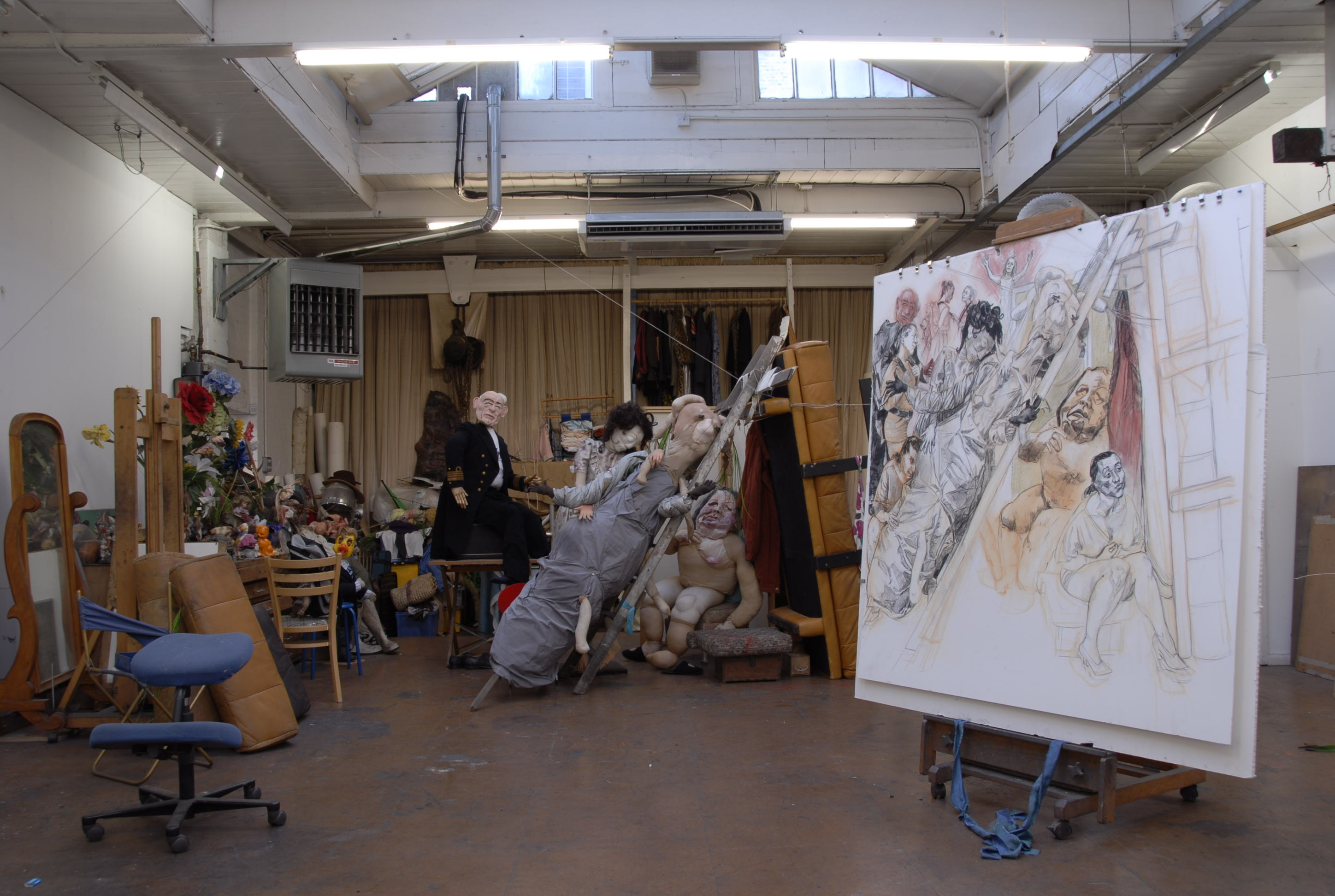
Atelier de Paula Rego en 2007.

Ses premiers tableaux sont à la limite de l'abstraction, cependant la narration est toujours présente car Paula Rego est avant tout une conteuse,. Ses œuvres se basent sur des histoires réelles et imaginaires, l'action se déroule presque toujours dans des contextes domestiques, mais ses images ne sont pas de simples illustrations, elle transforme la vie quotidienne en quelque chose de tranquillement choquant. Même si elle prétend qu'il ne faut pas y chercher d'interprétations et que les critiques y lisent trop de contenu sexuel.
Nombre de ses tableaux semblent liés à sa propre histoire : on y trouve des éléments de son enfance, ses personnages, surtout les figures récurrentes de petites filles soignées, qui peuvent ou non être Paula Rego elle-même. Les femmes lui ressemblent toujours de toute façon. Elle est dans tous ses personnages, masculins comme féminins, masqués et démasqués. Ce sont des récits de la vie de famille dans lesquels le réel et l'imaginaire s'échappent, souvent imprégnés de courants dérangeants de transgression sexuelle, de cruauté et de malaise.
« It's all about family. Good and bad, it all happens in the family. »
Les contradictions de l'humanité, ses ambivalences sont pleinement exposées dans son œuvre. Les images de Paula Rego, comme elle les appelle, mettent en scènes des groupes de personnages qui interagissent dans des histoires multiples, des scènes superposées, de plus en plus complexes. Sa peinture est un théâtre de la cruauté.

### Collages
Dans ses premières œuvres de 1956, Paula Rego travaille principalement le collage, technique souvent associés au néo-dadaïsme. Ses collages traitent généralement de questions politiques, visant, en particulier, le régime dictatorial d'Oliveira Salazar au Portugal.
« J'avais tendance à faire des scènes politiques avec des bouts de papier. Je n'ai pu illustrer les choses plus directement que lorsque je suis devenu un artiste plus figuratif. ».
En 1965, elle est sélectionnée pour participer à une exposition collective, Six Artists, à l'Institute of Contemporary Arts, (Institut d'art contemporain, ICA), à Londres.
La même année, elle a sa première exposition solo à la Sociedade Nacional de Belas Artes (SNBA) à Lisbonne.
Elle représente le Portugal à la Biennale d'art de São Paulo en 1969.
C'est à cette époque qu'elle ressent les premiers signes de la dépression maniaque qui avait déjà touché son père. Elle entame alors une longue analyse jungienne qui aura une influence sur son art et, inversement, l'art l'aide souvent à se sortir de la dépression. Des années de thérapie ont, dit-elle, libéré son imagination.

« Cette plasticienne qui dépeint l’enfance comme un long cauchemar. »

— Paris Match, Paula Rego à l’heure du Grimm, 19/11/2018

### La peinture et le graphisme
En 1966, au moment où son mari tombe malade, Paula Rego change de technique et de motifs. Elle se consacre principalement à la peinture et au graphisme. Pendant ce temps, elle développe également le style à la fois magique et réaliste qui la caractérise aujourd'hui.
De retour à Londres en 1976, elle abandonne la peinture abstraite et se tourne vers la peinture figurative.
En 1983, Paula Rego est professeure à la Slade School of Art. Une rétrospective de ses œuvres est présentée à la Fondation Gulbenkian à Lisbonne et à la Serpentine Gallery à Londres en 1988. L'année suivante, elle est nommée au Prix Turner.
Vers 1986, après la simplification de la fin des années 70, elle introduit des fouillis de figures, des histoires, des éléments hors échelle et des collisions de styles et de degrés de figuration. Les volumes, les ombres et la lumière dans ses peintures deviennent plus modelés, les figures plus arrondies, les espaces qu'elles habitent plus continus.

### La gravure
Tout au long de sa vie, Paula Rego a pratiqué la gravure. On recense 220 estampes originales depuis 1954 : eau-forte, aquatinte et lithographie. Son œuvre graphique est fortement influencée par le langage visuel de Francisco Goya, notamment la série Abortion, mais aussi par les estampes humoristiques de William Hogarth.
Elles ont parfois été réalisées pour la publication d'un livre ou sur un thème particulier. En 2005, elle est commissionnée pour réaliser une série de timbres sur Jane Eyre. Le catalogue en 3 volumes de Hannah Begbie et T.G. Rosenthal en dresse une liste détaillée et commentée. Parmi les séries les plus connues on citera Nursery Rhymes, Peter Pan, Jane Eyre etc.

### Premiers succès
Ce n'est que lorsqu'elle rejoint la prestigieuse Marlborough Gallery en 1987, et a sa première grande exposition britannique à la Serpentine Gallery l'année suivante que son travail commence vraiment à se vendre. Ce succès arrive après la mort de son mari. Germaine Greer, dont le portrait par Paula Rego est accroché à la National Portrait Gallery, écrit: « Aucun autre artiste n'a jamais réussi à s'approcher autant que Rego de la fantasmagorie qu'est la réalité féminine. »
Après la mort de Victor Willing en 1988, elle se lance dans des gravures fantastiques, très noires illustrant la perversité cachée des comptines. Elle utilise beaucoup le fusain qui marque davantage la plasticité des corps. Du doigt, elle peut travailler le trait, l’estomper. Les Danseuses-autruches, librement réinterprétées du Fantasia de Disney, fait écho aux danseuses de Degas. Cependant, ici, dans leurs tutus noirs, les corps sont fatigués, les poses avachies, le désir envolé. ».

### Résidence à la National Gallery

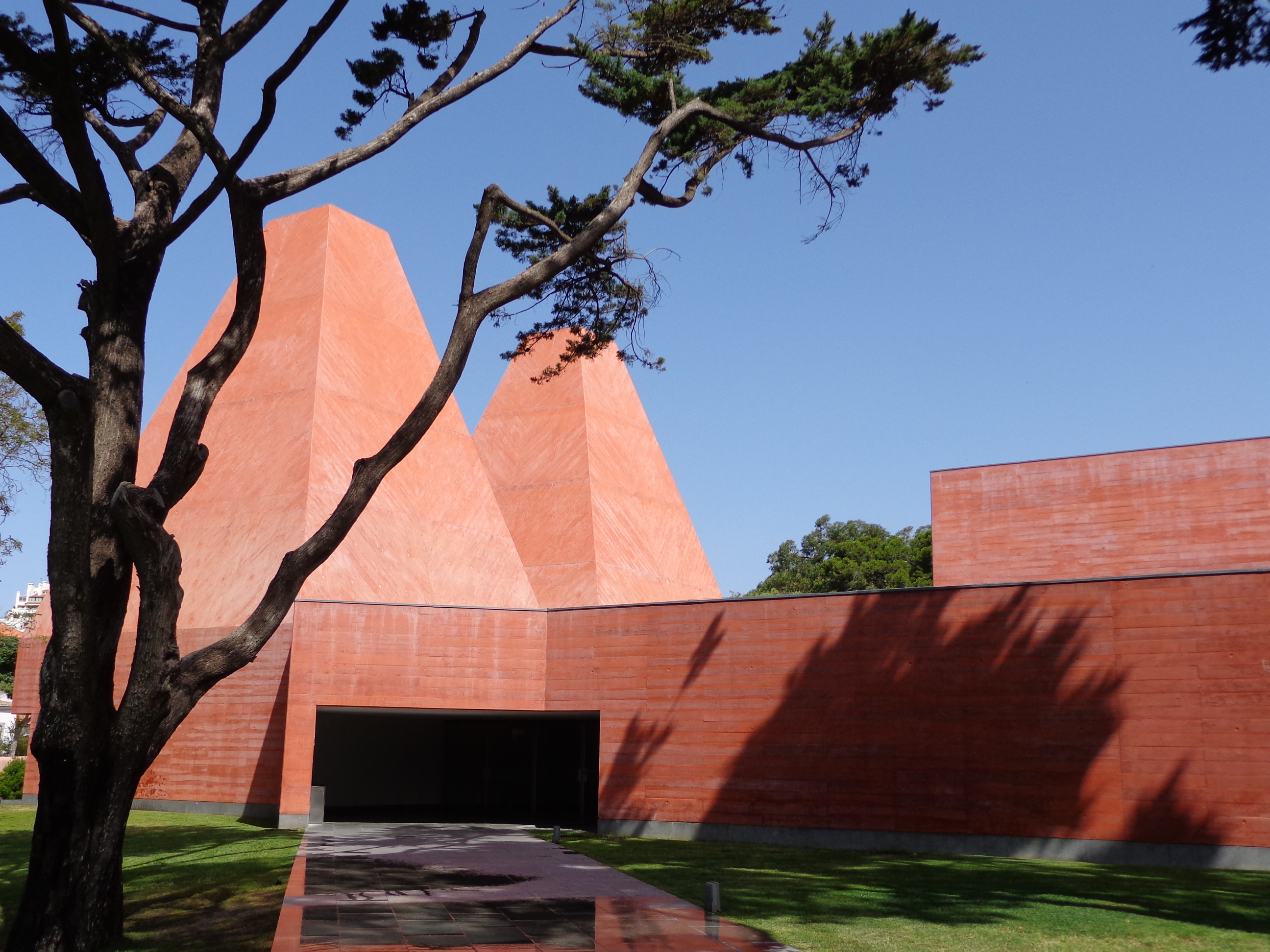
Casa das Histórias Paula Rego.

En 1990, elle est invitée à devenir la première artiste associée à la National Gallery de Londres. A cette occasion, elle réalise une série de peintures et gravures sur le thème des comptines qui sera exposée à travers la Grande Bretagne et au-delà par le Arts Council of Great Britain et le British Council de 1991 à 1996 et une autre série de peintures de grande taille inspirées par les tableaux de Carlo Crivelli conservés à la National Gallery, connus sous le nom de Crivelli’s Garden et qui sont maintenant dans le restaurant principal de la Galerie.
Au moment de cette résidence, elle s'oriente vers un style plus linéaire, plus clair. Ses représentations de contes folkloriques et d'images de jeunes filles, montrent alors des formes fortes et précises qui les différencient du style plus lâche de ses peintures antérieures.

### Le pastel
En 1994, elle commence à utiliser le pastel, « plus tactile pour rendre la palpitation des chairs », medium qu'elle privilégie toujours, ayant presque abandonné la peinture à l'huile. Le pastel lui permet de travailler avec les doigts, elle superpose les couches, le modèle comme en sculpture.

### La sculpture
Depuis 2010, elle travaille aussi la sculpture. Ses créations ont été exposées pour la première fois à Art Basel en 2019, dans une présentation solo organisée par son galeriste Marlborough Gallery. Depuis longtemps, elle réalise des poupées ou des mannequins en papier mâché qu'elle met en scène dans ses tableaux, les réutilisant parfois, mais ne les a jamais considérées comme des œuvres d'art en soi jusqu'à récemment.

## Casa das Histórias Paula Rego
Le Portugal a reconnu le talent de Paula Rego avant le Royaume-Uni. Lors de la rétrospective en 2004, le Musée Serralves de Porto est ouvert 24h heures sur 24 pour accueillir les nombreux visiteurs.
En septembre 2009, le Portugal lui consacre un musée nommé Casa das Histórias Paula Rego (pt), la Maison des histoires, construit par l’architecte portugais Eduardo Souto de Moura et dédié uniquement à son œuvre à Cascais, près de Lisbonne. C'est une des rares galeries dédiées à un artiste vivant.
En France, Paula Rego tarde à être reconnue. Ses créations sont exposées, en 2008, à l'École supérieure des beaux-arts de Nîmes, en 2012, à Paris, à la Fondation Calouste Gulbenkian et en 2018 au Musée de l’Orangerie,.

## Quelques œuvres

### E menina com cão
En 1986, Paula Rego commence une série de tableaux intitulée E menina com cão (Petite fille avec chien). Cette série débute avec l'image d'une petite fille donnant à manger à un chien. Ce chien ressemble à une poupée, un objet précieux, mais en même temps, elle reflète aussi l'image d'un bébé et d'un homme. elle met en jeu des éléments iconographiques qui entraînent des événements narratifs et symboliques, porteurs de sentiments tels que l'amour, la confiance, la peur et la domination.
Philippe Dagen écrit que « l’art de Paula Rego est profondément scandaleux, chargé de sous-entendus sexuels, irrespectueux de toute décence, crûment satirique et susceptible de susciter dans l’esprit du spectateur de très mauvais rêves ».
Dans une discussion avec Fiona Bradley, catalogue de rétrospective de l'œuvre de l'artiste pour le CCB en 1999, Paula Rego parle du plaisir de créer, allié au plaisir de destruction.

### The Dance(1988)
The Dance est un grand tableau représentant huit personnages dansant au clair de lune sur une plage. Il y a deux couples, deux femmes avec un enfant et une femme seule, plus grande que les autres personnages. À l'arrière-plan on voit une grande falaise. Du côté droit du tableau se trouve une grande falaise surmontée d'une construction massive. Maria Manuel Lisboa suggère qu'il ressemble à un fort militaire sur la côte d'Estoril à Caxias, utilisé comme prison et lieu de torture pendant la dictature de Salazar.
Le tableau a été achevé après la mort du mari de Paula Rego, Victor Willing. Il semble mettre en scène des éléments autobiographiques, comme souvent les images de Paula Rego. La femme seule serait, d'après Cécile Debray, Paula Rego elle-même, seule après la mort de son mari. Mais son mari est un des hommes du tableau et danse avec une autre.
On peut y voir aussi une allégorie sur les différents âges de la vie d'une femme.
Pour ce tableau, Paula Rego a fait poser son fils Nicholas et a utilisé une photo de son mari comme modèle pour l'autre personnage masculin. Le tableau a fait l'objet de onze dessins préparatoires à l'encre que Rego a donnés à la Tate lors de l'acquisition du tableau en 1989.

### The Family(1988)
Un homme en costume est assis sur un lit tandis qu'une femme, peut-être sa femme, semble l'aider à sortir sa veste. Une fille sévère, peut-être sa fille, regarde son visage et tire sur son pantalon. Une jeune fille se tient près d'une fenêtre, les mains jointes dans la prière ou le plaisir. Est-ce qu'ils aident un malade ou se vengent ? Comme toujours les interprétations sont multiples et ambiguës. La réponse se trouve peut-être dans le retable à l'arrière-plan montrant St Jean et St Georges terrassant le dragon et l'homme serait alors le dragon.

### The Maids(1988)
Ce tableau (acrylique sur toile) renvoie à la pièce de théâtre de Jean Genet, Les Bonnes (1947) qui raconte l'histoire des sœurs Papin, des domestiques qui ont assassiné leur patronne et sa fille. Le tableau montre les deux sœurs, dont une est noire, agressant leurs employeuses, mais leurs gestes sont ambigus, hésitant entre la caresse et l'agression. Le personnage assis, supposé être la mère, a une tête d'homme avec des moustaches. La pièce est claustrophobique avec des meubles qui prennent trop de place et des objets symboliques qui l'encombrent et cette ombre sur le sol qui ressemble à une tache de sang .... Sans compter ce petit sanglier qui passe en courant,...

### War(2003)
Ce grand pastel s'inspire de photographies sur la guerre en Irak, publiées dans The Guardian. Paula Rego utilise des lapins et des créatures hybrides à la place des personnes sur les photos. Ces créatures renvoient de façon étrange aux contes de fées ou folkloriques
Depuis quelques années, elle a abandonné l'huile et l'acrylique au profite du pastel aux qualités plus tactiles.
Ces compositions combinant des animaux, des jeunes filles et des jouets pour enfants, reviennent tout au long de l’œuvre de Paula Rego, évoquant l’imagerie de contes de fées aux accents sinistres ou gothiques.

### Dogwoman (1994)
Dans Dogwoman, fait au pastel, Paula Rego dessine une femme sous la forme d' un chien, ou plutôt comme une femme (elle même?) se comportant comme un chien. Elle explique : « Être une femme chien, ce n'est pas nécessairement être opprimée; cela n'a pas grand-chose à voir avec cela... Dans ces images, chaque femme est une femme chien, elle n'est pas opprimée, mais puissante. Être bestiale, c'est bien. C'est physique. Manger, grogner, toutes les activités liées à la sensation sont positives. Se représenter une femme comme un chien est tout à fait crédible. »,.

## Une artiste féministe?
Parmi les œuvres les plus remarquables réalisées au pastel, la série Dog Women (1994), des femmes sont représentées assises, accroupies, grattant et se comportant généralement comme si elles étaient des chiens. Cette représentation en opposition avec le schéma féminin traditionnel et nombre de ses autres œuvres dans lesquelles il semble y avoir soit la menace de la violence féminine soit sa manifestation réelle, ont amené Paula Rego à être associée au féminisme. Elle a reconnu avoir lu très jeune Le Deuxième sexe de Simone de Beauvoir, et que cela lui a fait une profonde impression.
Pourtant, elle-même est un peu ambivalente vis à vis du féminisme. Elle déclare « Je n’ai vraiment rien à voir avec la pensée féministe même si c’était très important pour moi à un moment donné. », tout en disant que c'est très injuste de voir souffrir les femmes, qu'elles devraient avoir accès à l'avortement en sécurité, ne pas être mutilées, violées ou battues .« Je ne sais pas si c'est une pensée féministe ou simplement comment je veux vivre ».
Paula Rego ne s'intéresse clairement pas aux idées conventionnelles de la beauté, ni aux idées conventionnelles de l'art. Ce qui l’intéresse vraiment, dit-elle, c’est «le beau grotesque». Mais elle n'est pas très encline à théoriser son travail et reste évasive lorsqu'il s'agit de l'expliquer ou de l'interpréter,. La représentation par Paula Rego des femmes comme des êtres non féminins, animaliers ou brutaux reflète la réalité physique des femmes en tant qu'êtres humains dans le monde physique, plutôt que le type féminin idéalisé dans l'esprit des hommes.

### Avortement
Paula Rego prend des positions fermes au sujet de l'avortement, disant qu'elle a vu tant d'injustices contre les femmes au Portugal, que l'interdiction de l'avortement frappe surtout les femmes les plus pauvres et qu'elle met en danger la vie de toutes.
En réponse à l'échec du premier référendum sur l'avortement au Portugal, en 1998, et la décision du gouvernement de ne pas légaliser l'avortement, elle réalise une série de dessins, pastels et gravures déchirantes sur les avortements clandestins. Elle considère ces œuvres parmi les meilleurs qu'elle ait accomplies « parce qu'elles sont vraies et qu'elles ont contribué efficacement à changer la loi au Portugal ». L'avortement a été libéralisé au Portugal en 2007,,,.

### Les mutilations génitales
Paula Rego a également travaillé sur le trafic du sexe, les crimes d'honneur et les mutilations génitales. « Cela se passe partout : même en Angleterre, ils viennent ici et coupent leurs petits clitoris. Et les mères et grand-mères participent. Il y a une tradition de cruauté des femmes envers les femmes, qui est particulièrement intrigante et horrible. »,,,.
Elle a également évoqué la pauvreté, les migrations et la guerre dans ses œuvres. War (2003) est une réaction à une photo publiée par The Guardian, sur des bombardements de civils en Irak.

## Expositions
Une liste détaillée des expositions de Paula Rego est disponible sur le site de Saatchi Gallery.
- Entre 1971 et 1978 - Sept expositions solo au Portugal, à Lisbonne et Oporto
- 1981 - Galerie AIR, Londres
- 1983 - Arnolfin, Bristol
- 1984, 1985 et 1987 - Galerie Edward Totah, Londres
- 1987 - 19eme. Biennale de São Paulo[21]
- 1997 - Tate Liverpool[47]
- 1998 - Dulwich Picture Gallery, Londres
- 2005 - Tate Britain, Londres[48]
- 2007 - Paula Rego : Graven Images, Birmingham Museum[49]
- 2007 - Rétrospective, Museo Nacional Centro de Arte Reina Sofia, Madrid[50]
- 2008 - Retrospective Paula Rego, National Museum of Women in the Art, Washington[51]
- 2008 - Marlborough Gallery, Chelsea
- 2008 - Rétrospective de l’œuvre graphique, Ecole Superieure des Beaux-Arts, Nîmes[52]
- 2010 - Marlborough Fine Art, Londres
- 2010 - Retrospective, Museum of Contemporary Art, Monterrey, Mexique[53], organisée par Marco Livingstone (puis à la Pinacoteca de São Paulo, Brésil)
- 2013 - Alsoudani, Bacon, Guston, Rego, Marlborough Gallery, New York[54]
- 2016 - Elles (soixante femmes peintres de la seconde moitié du 2eme siècle), Frissiras Museum, Athens[55]
- 2018 - All the better to see you with: Fairy tales transformed, Ian Potter Museum of Art, Melbourne[43],[56]
- 2018 - Paula Rego, Galerie Sophie Scheidecker, Paris[57]
- 2018 All too human Tate Britain, Londres[58]
- 2018 - Die Kraft des Alters Belvedere, Vienne[59]
- 2019 - Les Contes cruels de Paula Rego, Musée de l'Orangerie, Paris[60],[61]
- 2019 - Art Basel[62]
- 2019 - Paula Rego: Obedience and Defiance, MK Gallery, Milton Keynes[63],[16]
- 2020 - Paula Rego (oeuvre graphique), Museum Dereede, Anvers[23]
- 2021 - Paula Rego, Retrospective, Tate Britain, Londres[64]

## Collections
Les œuvres de Paula Rego se trouvent dans les plus grandes collections publiques et privées dans le monde : le British Council, Arts Council of England et Tate Gallery à Londres, le Museo Nacional Centro de Arte Reina Sofia, à Madrid et, bien sûr à la Casa das Historias,.
Une grande exposition de 108 œuvres lui est consacrée en 2025 au Kunstmuseum de Bâle.

## Décorations
- Grand-croix de l'ordre de Sant'Iago de l'Épée (Portugal, 2004)[2]
- Dame commandeur de l'ordre de l'Empire britannique le 12 juin 2010, pour services rendus à l'art (DBE, 2010)[2],[67],[68]